# Cueva de Los Toscones
La Cueva de Los Toscones es una cueva funeraria de los antiguos canarios (guanches) situada en el Barranco de Abalos, en la isla de La Gomera (España). Fue excavada en 1948 por el arqueólogo Luis Diego Cuscoy. Presentaba dos niveles, uno superior con los cadáveres situados en posición alargada, y uno inferior (el más antiguo) con los cadáveres situados en posición fetal. 